# 1960년 하계 올림픽 다이빙
1960년 하계 올림픽 다이빙 경기는 이탈리아 로마에서 열렸으며, 총 네 개의 세부 종목으로 나뉘었다.

## 경기장
다이빙 종목은 로마의 포로 이탈리코 수영장에 있는 다이빙 전용 경기장에서 진행되었다. 야외에 노출된 경기장으로서 규모는 18m × 20m, 깊이는 4.5~5m였다. 다이빙 구조물로는 플랫폼형 타워 네 개와 스프링보드 네 개가 있었으며 각각의 높이는 최고 10미터였다.
이 대회를 마지막으로 다이빙 경기는 한동안 실내에서 진행되다가 1984년 하계 올림픽에서 다시 야외 노출 경기장에서 진행되었다.

## 참가 선수
참가국 24개국에서 온 선수 74명(남자 49명, 여자 45명)이 출전하였다. 최연소 출전 선수는 폴란드의 예지 코발레프스키로, 경기에 나가던 날 나이는 16세 114일이었다. 최고령 출전 선수는 스웨덴의 비르테 한손으로 36세였다.
| - 오스트레일리아 (AUS) - 오스트리아 (AUT) - 브라질 (BRA) - 캐나다 (CAN) - 체코슬로바키아 (TCH) - 콜롬비아 (COL) - 덴마크 (DEN) - 대한민국 (KOR) | - 핀란드 (FIN) - 프랑스 (FRA) - 독일 연합 (EUA) - 영국 (GBR) - 일본 (JPN) - 이탈리아 (ITA) - 멕시코 (MEX) - 네덜란드 (NLD) | - 폴란드 (POL) - 아랍 연합 공화국 (RAU) - 로디지아 (RHO) - 스웨덴 (SWE) - 체코슬로바키아 (CHE) - 미국 (USA) - 헝가리 (HUN) - 소련 (URS) |

## 경기 결과

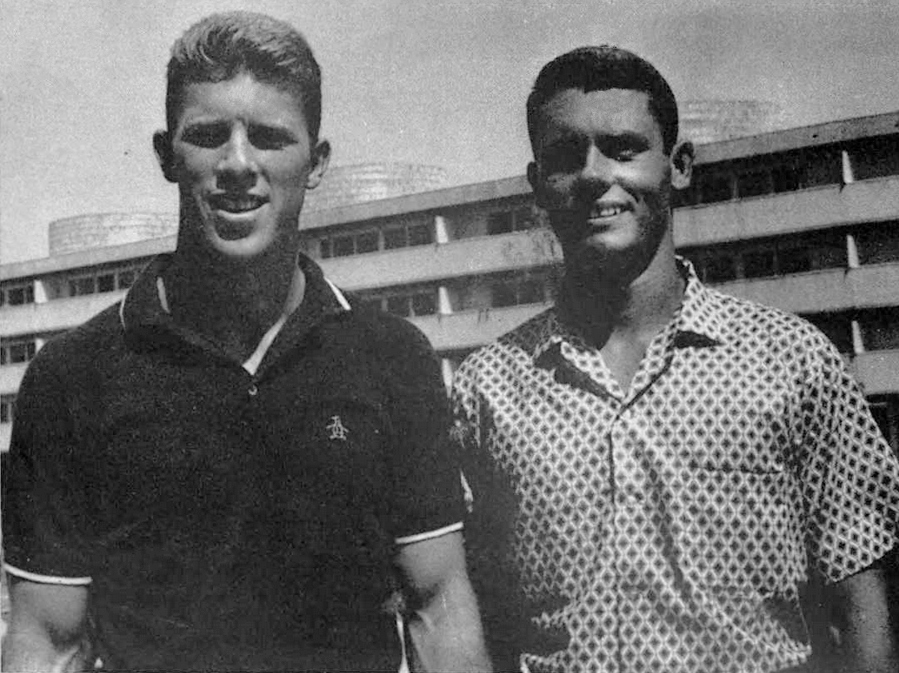
게리 토비안과 밥 웹스터

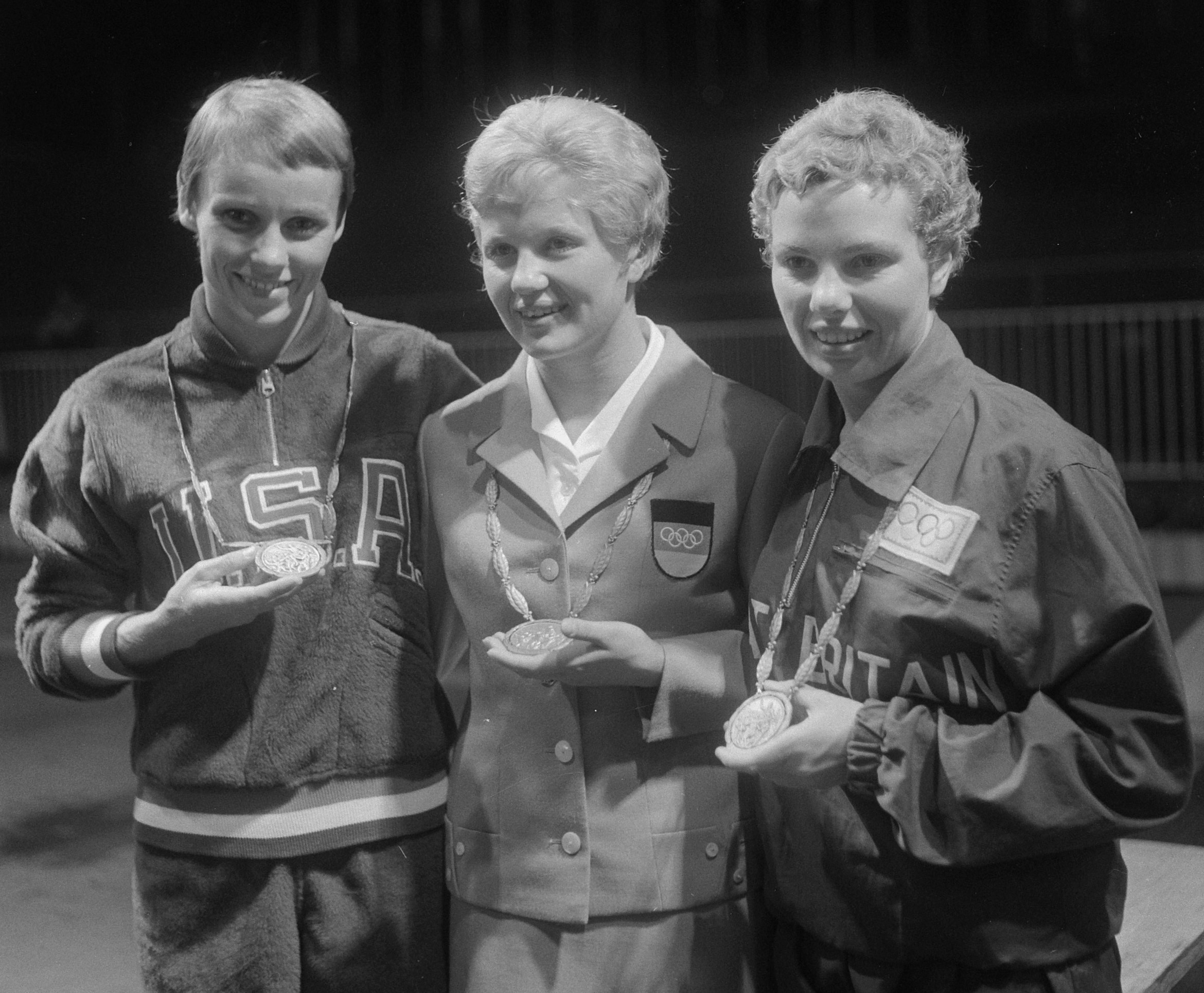
(왼쪽에서 오른쪽으로) 폴라 진 마이어포프, 잉리드 크래머, 엘리자베스 페리스

IOC 기록에 따르면 3m 스프링보드 종목과 10m 플랫폼 종목이 남자부와 여자부로 각각 나뉘어 진행되었다. 1960년 올림픽 공식 보고서에서는 '3m 스프링보드 다이빙'과 '10m 높이 다이빙'으로 기록되었다.

### 남자
| 종목                 | 금                 | 은                 | 동                     |
| -------------------- | ------------------ | ------------------ | ---------------------- |
| 3m 스프링보드 자세히 | 게리 토비안 · 미국 | 샘 홀 · 미국       | 후안 보텔라 · 멕시코   |
| 10m 플랫폼 자세히    | 밥 웹스터 · 미국   | 게리 토비안 · 미국 | 브라이언 펠프스 · 영국 |

### 여자
| 종목                 | 금                        | 은                          | 동                       |
| -------------------- | ------------------------- | --------------------------- | ------------------------ |
| 3m 스프링보드 자세히 | 잉리트 크레머 · 독일 연합 | 폴라 진 마이어스포프 · 미국 | 엘리자베스 페리스 · 영국 |
| 10m 플랫폼 자세히    | 잉리트 크레머 · 독일 연합 | 폴라 진 마이어스포프 · 미국 | 니넬 크루토바 · 소련     |

## 순위
| 순위 | 국가            | 금메달 | 은메달 | 동메달 | 합계 |
| ---- | --------------- | ------ | ------ | ------ | ---- |
| 1    | 미국 (USA)      | 2      | 4      | 0      | 6    |
| 2    | 독일 연합 (EUA) | 2      | 0      | 0      | 2    |
| 3    | 영국 (GBR)      | 0      | 0      | 2      | 2    |
| 4    | 멕시코 (MEX)    | 0      | 0      | 1      | 1    |
| 4    | 소련 (URS)      | 0      | 0      | 1      | 1    |

## 참고 문헌
- “Olympic Medal Winners”. 국제올림픽위원회. 2006년 11월 22일에 확인함.
- The Organizing Committee of the Games of the XVII Olympiad (1960). “The Official Report of the Organizing Committee for the Games of the XVII Olympiad, Rome 1960, Volume II” (PDF). The Organizing Committee of the Games of the XVII Olympiad. 2011년 8월 13일에 원본 문서 (pdf)에서 보존된 문서. 2007년 1월 2일에 확인함.